# Великий западный раскол

Историческая карта Великого раскола. Красным отмечены регионы, поддерживающие Авиньон, а синим — Рим

Вели́кий за́падный раско́л (также Па́пский раско́л, или «Вели́кая схи́зма», или «Великий раскол», или «Западный раскол», или «Западная схизма») — раскол в Римской церкви в 1378—1417 годах, когда сразу два (а с 1409 года — три) претендента объявили себя истинными папами. Раскол в церкви произошёл после смерти папы римского Григория XI в 1378 году.

## История вопроса
Последний французский папа эпохи Авиньонского пленения — Григорий XI (1370—1378) принял трудное решение и вернулся из Авиньона в Рим 17 января 1377 года. Он был первым, кто обосновался в Ватикане (до этого папской резиденцией был Латеранский дворец). Но уже 27 марта 1378 года он скончался. Римская толпа, требовавшая, чтобы новый папа был римлянином или, по меньшей мере, итальянцем, осадила кардиналов, собравшихся в Латеранском дворце. Кардиналы приняли компромиссное решение и избрали неаполитанца Урбана VI (1378—1389) (Неаполем правила французская династия Анжу — таким образом, новый Папа должен был бы устраивать всех).
Вскоре политика нового папы привела к тому, что кардиналы отказались ему подчиняться и объявили, что он душевнобольной. Выборы Урбана были объявлены незаконными и недействительными, как совершённые под давлением толпы (хотя все формальности при проведении Конклава были соблюдены), курия отлучила Урбана от церкви за незаконное провозглашение себя папой. «Альтернативным» Папой был избран Климент VII (1378—1394), который вернулся в Авиньон.
Почти сразу же оба папы занялись активным упрочением своих позиций. Оба ставили своих кардиналов, создавали свои курии, свои фискальные системы. Вскоре последовали взаимные анафемы. Государства разделились:
| Поддержали Рим                                                                | Поддержали Авиньон                                                                 | Другая реакция |
| ----------------------------------------------------------------------------- | ---------------------------------------------------------------------------------- | --- |
| Папская область Северная Италия Дания Норвегия Польша Венгрия Фландрия Англия | Неаполь Сицилия Франция Шотландия Кастилия и Леон Арагон Наварра Савойя Кипр Уэльс | Португалия — колебалась Бургундия — колебалась Священная Римская империя — разделилась пополам Монашеские ордены — разделились |

В результате борьбы возникли римская линия, которую последовательно представляли Урбан VI, Бонифаций IX, Иннокентий VII и Григорий XII, и авиньонская линия, которую представляли Климент VII, а затем Бенедикт XIII. Конфликт усугублялся политическими и дипломатическими разногласиями в Европе.
В 1409 году обе стороны согласились съехаться на собор в Пизе, который признал, что общее собрание Церкви выше по авторитету самого папы (победа консилиаристов). Однако оба папы — римской линии Григорий XII и авиньонской линии Бенедикт XIII — отказались туда прибыть. Собор заочно низложил их обоих, а затем избрал нового папу — Александра V, который разместил свою резиденцию в Пизе. В результате в западной Церкви стало три папы.
1414—1418 — XVI Вселенский собор в Констанце. Формально был созван германским императором Сигизмундом. Папа пизанской линии Иоанн XXIII (1410—1415), избранный преемником умершего Александра V, дал согласие на проведение собора. По всей видимости, он надеялся всех перехитрить и избавиться от соперников. Однако собор низложил всех трёх пап и 11 ноября 1417 года избрал четвёртого — Мартина V (1417—1431).
С избранием Мартина Великий раскол практически прекратился. Григорий XII, а через некоторое время и Иоанн XXIII признали решения собора, отказались от притязаний на папство и получили от Мартина V сан кардиналов. Не признавший Констанцского собора и отлучённый им от церкви Бенедикт XIII оказался в полной изоляции и удалился в замок Пеньискола в Испанию, где после его смерти назначенные им кардиналы ещё несколько лет выбирали новых антипап (даже точный список их неизвестен), не признанных ни одним государством. После смерти Мартина V была попытка рецидива раскола — избрание Базельским собором антипапы Феликса V, он же герцог Савойский Амедей VIII (с 1439). Практически Феликса признавали папой только в его наследственных владениях — Савойе и Женеве. В 1449 году он помирился с Римом и отрёкся от сана.
Современная католическая церковь признаёт законными папами только правивших в этот период в Риме; авиньонские и пизанские понтифики числятся в официальном списке как антипапы (а Феликс V считается последним антипапой в истории). Ранее законными считались пизанские папы; так указано в изданном в 1866 году Annuario Pontificio, в монументальной галерее папских портретов в римском соборе апостола Павла, написанной при Пии IX, пизанские папы помещены среди законных.
| Папы и антипапы периода Великого западного раскола |
| -------------------------------------------------- |
|                                                    |